# Émile Mâle
Émile Mâle (2 de junio de 1862-6 de octubre de 1954) fue un historiador de arte francés, especialista en el arte sacro y medieval.

## Biografía
Estudió en la École normale supérieure, y se licenció en 1886. Enseñó retórica en Saint-Étienne, y luego en la Université de Toulouse. Leyó su tesis El arte religioso en la Francia del siglo XIII (que se tradujo al inglés) en 1899. A partir de entonces siguió una carrera sobresaliente como especialista en el arte religioso y medieval. Es el padre de esta especialidad.
Fue miembro de la Académie des inscriptions et belles-lettres (1918), la Académie royale de Belgique, la British Academy, la Académie française. Le fue concedida la Légion d'honneur. Murió muy anciano, en 1954, habiendo dejado una obra inmensa.

## Obras
- Quomodo Sybillas recentiores artifices representaverint (1899)
- L'Art religieux du XIIIe siècle en France (1899) TD. Tr. El arte religioso del siglo XIII en Francia, Encuentro, 2001.
- L'Art religieux de la fin du Moyen Âge en France (1908)
- L'Art allemand et l'art français du Moyen Âge (1917)
- L'Art religieux au XIIe siècle en France (1922)
- Art et artistes du Moyen Âge (1927)
- l'Art religieux après le Concile de Trente, étude sur l'iconographie de la fin du XVIe, du XVIIe et du XVIIIe siècles en Italie, en France, en Espagne et en Flandre (1932). Tr. El arte religioso de la contrarreforma, Encuentro, 2001.
- Rome et ses vieilles églises (1942)
- Les Mosaïques chrétiennes primitives du IVe au VIIe siècle (1943)
- L'Art religieux du XIIe au XVIIIe siècle (1945)
- Jean Bourdichon: les Heures d'Anne de Bretagne à la Bibliothèque nationale (1946)
- Les Grandes Heures de Rohan (1947)
- Notre-Dame de Chartres (1948)
- La Fin du paganisme en Gaule et les plus anciennes basiliques chrétiennes (1950)
- La Cathédrale d'Albi (1950)
- Histoire de l'art (2 volumes, 1950, editor). Tr. Historia general del arte, Montaner y Simón
- Les Saints Compagnons du Christ (1958) póstuma